# Innocent Sinners (film, 1958)
Pour plus de détails, voir Fiche technique et Distribution.
Innocent Sinners est un film britannique réalisé par Philip Leacock, sorti en 1958.

## Synopsis
Londres peu après la Seconde Guerre mondiale, une jeune fille tente d'égayer sa vie en créant un jardin dans les ruines d'une église.

## Fiche technique
- Titre original : Innocent Sinners
- Réalisation : Philip Leacock
- Scénario : Neil Paterson, Rumer Godden, d'après le roman An Episode of Sparrows de Rumer Godden
- Direction artistique : Cedric Dawe
- Décors : Arthur Taksen
- Costumes : Anthony Mendleson
- Photographie : Harry Waxman
- Son : Leo Wilkins, Gordon K. McCallum
- Montage : John D. Guthridge
- Musique : Philip Green
- Production exécutive : Earl St. John
- Production : Hugh Stewart
- Société de production : The Rank Organisation
- Société de distribution : J. Arthur Rank Film Distributors
- Pays d'origine :  Royaume-Uni
- Langue originale : anglais
- Format : Noir et blanc — 35 mm — 1,75:1 — son mono
- Genre : drame
- Durée : 95 minutes
- Dates de sortie : Royaume-Uni : 25 mars 1958

## Distribution
- June Archer : Lovejoy
- Christopher Hey : Tip
- Brian Hammond	: Sparkey
- Flora Robson : Olivia Chesney
- David Kossoff : M. Vincent
- Barbara Mullen : Mme Vincent
- Catherine Lacey : Angela Chesney
- Susan Beaumont : Liz
- Lyndon Brook : Charles
- Edward Chapman : Manley
- John Rae : M. Isbister
- Vanda Godsell : la mère de Lovejoy
- Hilda Fenemore : Cassie
- Pauline Delaney : Mme Malone
- Andrew Cruickshank : le docteur
- William Squire : le père Lambert
- Victor Brooks : Inspecteur Russell